# Gare de Moirans
Gare de Moirans vasútállomás Franciaországban, Moirans településen.

## Vasútvonalak
Az állomást az alábbi vasútvonalak érintik:
- Lyon-Perrache-Grenoble-Marseille-vasútvonal
- Valence–Moirans-vasútvonal

## Kapcsolódó állomások
A vasútállomáshoz az alábbi állomások vannak a legközelebb:
- Gare de Moirans-Galifette (Gare de Valence-Ville)
- Gare de Voreppe (Gare de Marseille-Saint-Charles)
- Gare de Voiron (Lyon-Perrache pályaudvar)
- Gare de Saint-Égrève-Saint-Robert